# Talanitoides habesor
Talanitoides habesor Levy, 2009 è un ragno appartenente alla famiglia Gnaphosidae.
È l'unica specie nota del genere Talanitoides.

## Etimologia
Il nome del genere è composto per la prima parte dal genere Talanites Simon, 1893, con cui ha evidenti similitudini e, per la seconda parte dal suffisso greco -οειδής, cioè -oidēs, che proviene da -ειδής, cioè -eidēs, e significa "simile", proprio ad indicarne la somiglianza.
Il nome della specie deriva dalla riserva israeliana dove sono stati reperiti gli esemplari: la Nahal HaBesor Reserve, nel Negev occidentale

## Distribuzione
L'unica specie oggi nota di questo genere è stata rinvenuta in Israele.

## Tassonomia
Dal 2009 non sono stati esaminati altri esemplari, né sono state descritte sottospecie al 2016.